# NGC 4094
NGC 4094 é uma galáxia espiral barrada (SBc) localizada na direcção da constelação de Corvus. Possui uma declinação de -14° 31' 34" e uma ascensão recta de 12 horas, 05 minutos e 53,9 segundos.
A galáxia NGC 4094 foi descoberta em 7 de Maio de 1836 por John Herschel.